# Rhypochares asper
Rhypochares asper är en skalbaggsart som beskrevs av Schmidt 1889. Rhypochares asper ingår i släktet Rhypochares och familjen stumpbaggar. Inga underarter finns listade i Catalogue of Life.